# Zdeněk Vysloužil
Zdeněk Vysloužil (* 25. listopadu 1952) byl český a československý politik, po sametové revoluci poslanec Sněmovny lidu Federálního shromáždění za HSD-SMS.

## Biografie
Ve volbách roku 1990 byl zvolen za HSD-SMS do Sněmovny lidu (volební obvod Severomoravský kraj). Hnutí HSD-SMS na jaře 1991 prošlo rozkolem, po němž se poslanecký klub rozpadl na dvě samostatné skupiny. Vysloužil pak v květnu 1991 přestoupil do klubu Hnutí za samosprávnou demokracii - Společnost pro Moravu a Slezsko 1. Ve Federálním shromáždění setrval do voleb roku 1992.
Byl předsedou poslaneckého klubu Hnutí za samosprávnou demokracii - Společnost pro Moravu a Slezsko 1. V květnu 1991 byl v slovenských Budmericích na akci, během níž zemřel na srdeční selhání předák HSD-SMS Boleslav Bárta. V té době ale již patřil do jiného politické frakce moravistů než Bárta, jehož věrní ji označovali za zrádcovský klub.